# Draft NFL 1940
Il Draft NFL 1940 si è tenuto il 9 dicembre 1939 allo Schroeder Hotel di Milwaukee.

## Primo giro
|  | = Hall of Famer |

| Scelta | Squadra             | Giocatore              | Ruolo       | College        |
| ------ | ------------------- | ---------------------- | ----------- | -------------- |
| 1      | Chicago Cardinals   | George Cafego          | Tailback    | Tennessee      |
| 2      | Philadelphia Eagles | George McAfee          | Quarterback | Duke           |
| 3      | Pittsburgh Steelers | Kay Eakin              | Halfback    | Arkansas       |
| 4      | Brooklyn Dodgers    | Banks McFadden         | Halfback    | Clemson        |
| 5      | Cleveland Rams      | Olie Cordill           | Halfback    | Rice           |
| 6      | Detroit Lions       | Doyle Nave             | Quarterback | USC            |
| 7      | Chicago Bears       | Clyde "Bulldog" Turner | Centro      | Hardin-Simmons |
| 8      | Washington Redskins | Ed Boell               | Quarterback | NYU            |
| 9      | Green Bay Packers   | Hal Van Every          | Halfback    | Minnesota      |
| 10     | New York Giants     | Grenny Lansdell        | Quarterback | USC            |

## Hall of Fame
All'annata 2013, due giocatori della classe del Draft 1940 sono stati inseriti nella Pro Football Hall of Fame:
- George McAfee, Quarterback da Duke scelto come secondo assoluto dai Philadelphia Eagles.

Induzione: Professional Football Hall of Fame, classe del 1966.
- Bulldog Turner, Centro da Hardin-Simmons scelto come settimo assoluto dai Chicago Bears.

Induzione: Professional Football Hall of Fame, classe del 1966.